# Власта Буріан
Вла́ста Бу́ріан (чеськ. Vlasta Burian, повне ім'я — Йо́зеф Вла́стимил Бу́ріан (чеськ. Josef Vlastimil Burian)) — чеський театральний актор і кіноактор.

## Біографія
Йозеф Властиміл Буріан народився 9 квітня 1891 року в місті Ліберець на півночі Чехії в родині кравця Антоніна Буріана.
В молодості захоплювався спортом: тенісом, верховою їздою, велосипедом, футболом (був голкіпером празького футбольного клубу «Спарта»).
Здобув популярність як комічний актор. Знімався в безлічі фільмів зі своїм постійним партнером, не менш відомим актором Ярославом Марваном. Був директором празького театру, відомого сьогодні під назвою Театру комедії (1925—1944).
У 1933 році зіграв головну роль у спільному чесько-польському фільмі «Дванадцять стільців», першої екранізації роману Іллі Ільфа та Євгена Петрова.
Після закінчення Другої світової війни був звинувачений у колабораціонізмі і на короткий час ув'язнений. До 1950 року акторові було заборонено виступати на сцені. 1994 року всі висунуті проти нього звинувачення були офіційно зняті.

## Вибрана фільмографія

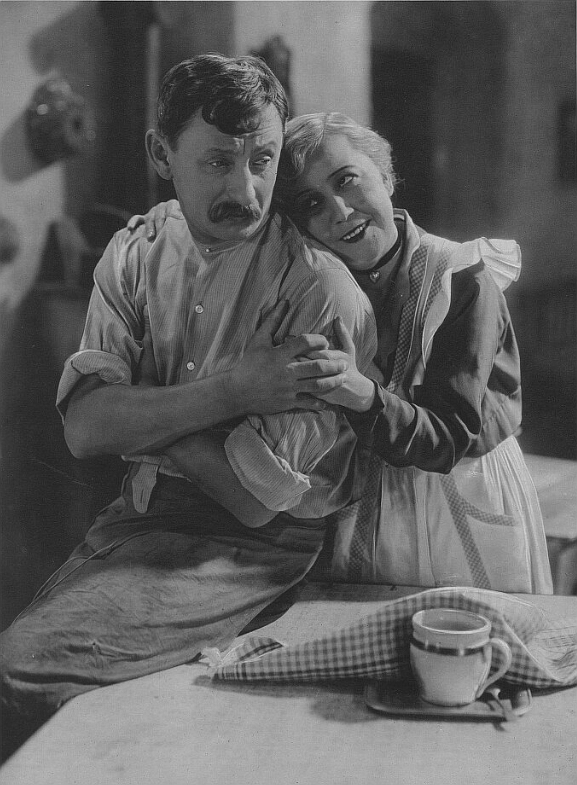
У фільмі «Антон Шпелець, снайпер» з актрисою Руженою Шлемровою (1932)

- 1923 «Kterak láskou možno v mžiku vzplanout třeba k nebožtíku» (němý film)
- 1926 «Lásky Kačenky Strnadové» (němý film)
- 1926 «Falešná kočička aneb Když si žena umíní»
- 1927 «Milenky starého kriminálníka»
- 1930 «C. a k. polní maršálek»
- 1930 «C. a k. polní maršálek» (německá verze)
- 1931 «On a jeho sestra»
- 1931 «On a jeho sestra» (německá verze)
- 1931 «To neznáte Hadimršku»
- 1931 «To neznáte Hadimršku» (německá verze)
- 1932 «Lelícek ve sluzbách Sherlocka Holmesa» («Льолічек на службі в Шерлока Голмса»)
- 1932 «Anton Spelec, ostrostrelec» («Антон Шпелець, снайпер»)
- 1933 «Revizor» («Ревізор»)
- 1933 «Dvanáct křesel» (Дванадцять стільців)
- 1939 «Ulice zpívá»
- 1951 «Slepice a kostelník» («Курка і паламар»)
- 1954 «Dva mrazíci» («Два морозики»)
- 1955 «Muž v povětří»

## Футбольна кар'єра
В молоді роки активно займався спортом, зокрема, був футбольним воротарем. В 1914—1916 роках був основним воротарем одного з провідних клубів Чехії — «Спарти», зігравши за цей час 77 матчів. Брав участь у п'яти празьких дербі «Спарта» — «Славія», а серед його одноклубників були зірки тогочасного чеського і європейського футболу Антонін Гоєр, Мирослав Поспішил, Карел Пешек, Антонін Фівебр, Ян Ванік, Карел Кожелуг та інші.
В 1917 році виступав у складі іншого сильного чеського клуба того часу — «Вікторії» (Жижков).
В 1918—1922 роках знову рахувався гравцем «Спарти», але в першій команді не грав. Винятком став 1922 рік, коли Буріан зіграв в матчі чемпіонату Чехословаччини проти «Кладно», що завершився перемогою його команди з рахунком 5:2. Враховуючи те, що клуб в тому році в черговий раз став чемпіоном країни, Власта також може вважатись володарем цього трофею. В наступні кілька років Буріан залишався в клубі в ролі функціонера. Та й загалом лишався у футбольних колах: відвідував матчі, їздив в закордонні тури, товаришував з багатьма футболістами. Його друг по «Вікторії», а пізніше гравець «Славії» і збірної Чехословаччини, Франтішек Плодр після закінчення спортивної кар'єри працював в театрі, а також отримав кілька другорядних ролей в фільмах Буріана.